# Puente Rey Abdalá
El Puente Rey Abdalá es un puente sobre el río Jordán entre Cisjordania y Jordania. Está a unos 5 kilómetros al este de Jericó, y unos 4 kilómetros al sur del puente Allenby.
El puente fue construido en 1950 como parte de la reconstrucción de una carretera entre Jerusalén y Amán, en un punto donde la distancia entre las dos ciudades es más corta, de unos 60 km. El camino está hoy numerada como autopista 1 del lado de Israel y se conoce como Camino 40 en el lado jordano. El puente lleva el nombre del rey Abdalá I de Jordania.
Durante la Guerra de los Seis Días, el 7 de julio de 1967, un tramo del puente fue destruido por la Brigada Harel de las FDI y se convirtió en inservible, aún hoy se mantiene en ruinas.